# Heligmonevra bigoti
Heligmonevra bigoti là một loài ruồi trong họ Asilidae. Heligmonevra bigoti được Joseph & Parui miêu tả năm 1984. Loài này phân bố ở miền Ấn Độ - Mã Lai.